# Prinia aquatique
Prinia fluviatilis
Espèce
Statut de conservation UICN

 LC  : Préoccupation mineure
Le Prinia aquatique (Prinia fluviatilis) est une petite espèce de passereaux de la famille des Cisticolidae.

## Systématique
L'espèce Prinia fluviatilis a été initialement en 1974 par l'ornithologue français Claude Chappuis (d) (1924-2021).

## Répartition
Cet oiseau se rencontre dans le Nord-Ouest du Sénégal, le long du Niger (à la frontière entre le Mali et le Niger), autour du Lac Tchad et dans le Nord-Ouest du Kenya.